# Neglected Fields
Neglected Fields ist eine Technical-Death-Metal-Band aus Riga (Lettland), die im Jahre 1994 unter dem Namen Carrion gegründet wurde.

## Geschichte
Die Band wurde im Februar 1994 unter dem Namen Carrion gegründet, trennte sich im August desselben Jahres wieder und gründete sich im September 2005 unter dem Namen Neglected Fields neu. Gegründet wurde die Band von Sergey „Destruction“ (Gesang, E-Gitarre), Herman (E-Gitarre), Sergey (E-Bass) und Kärlis (Schlagzeug). Die Band nahm im Frühling 1996 im Nachbarland Estland im Townhall Studio in Tallinn ihre erste Demo Sansara auf. Session-Sänger Rasa war auf dieser Demo zu hören. Die Demo erreichte Aufmerksamkeit von verschiedenen Magazinen und wurde zur Demo des Monats im Aardschok-Magazin (Niederlande), dem Extreme-Magazin (Deutschland), dem Eternity-Magazin (Deutschland) und dem Vampiria-Magazin (Italien) gewählt. Nach der Veröffentlichung des Albums absolvierte die Band Auftritte in den Baltischen Staaten und trat unter anderem auf dem Death Comes 6 Festival in Vilnius auf, um die Band Therion zu unterstützen.
Im August 1997 betrat die Band das finnische Tico-Tico Studio, um ihr erstes Album namens Synthinity aufzunehmen. Das Album wurde im Juni 1998 in Europa und den USA über Eldethorn Records (Sub-Label von Neat Metal Records) veröffentlicht. In Japan wurde das Album über Pony Conyon veröffentlicht. Synthinity war das erste Album überhaupt, das von einer lettischen Metal-Band veröffentlicht wurde.
Infolgedessen trat die Band bei verschiedenen Konzerten in Estland, Lettland und Litauen auf, wo sie für Cannibal Corpse und Dark Funeral eröffnete. Auch hielt die Band eine kleine Tour durch die Tschechien, die Slowakei und Österreich. Auch wurde durch die Aufnahme des Keyboarders George die Aufstellung und der Klang der Band leicht verändert. Mit dem veränderten Line-up nahm die Band 1999 die Demo Neglected Fields auf. Durch die Demo erreichte die Band einen Vertrag mit Scarlet Records (Italien). Neat Metal Records war inzwischen geschäftsunfähig geworden.
Das nächste Album Mephisto Lettonica wurde im Abyss Studio unter der Leitung von Tommy Tägtgren, dem Bruder von Peter Tägtgren, aufgenommen. Veröffentlicht wurde das Album über Scarlet Records im September 2000. Interviews mit der Band erschienen in 20 führenden Metal-Magazinen in ganz Europa. Zudem trat die Band auf dem Brutal Assault 7 Festival in Tschechien zusammen mit Bands wie Incantation, Tiamat, Callenish Circle und Ancient Rites auf. Auch waren sie Eröffnungsband von Dimmu Borgir, Destruction und Impaled Nazarene. Weitere Auftritte in Tschechien, Deutschland, Polen, Österreich, Finnland und Belarus. Im November 2002 trat Gründungsmitglied Herman aus der Band aus. Neuer Gitarrist wurde Jänis. Er trat der Band während der Tour durch Polen, Tschechien und die Slowakei bei. Es folgten Festivals in Litauen, Lettland und Tschechien und die Band trat zusammen mit Bands wie Moonspell, Hypnos, Vader und Behemoth auf.
Im Dezember 2003 wurde das Debütalbum für den russischen Markt über Soyuz neu veröffentlicht. Infolgedessen spielte die Band einige Auftritte in Moskau und St. Petersburg. Im Oktober 2004 nahmen Neglected Fields ihr nächstes Album im Astia Studio auf. Produziert wurde das Album von TT Oksala (Tiamat, Stratovarius, Apocalyptica). Gemastert wurde das Album in den Finnvox Studios von Mika Jussila. Das Album namens Splenetic wurde im Mai 2006 über (Aghast Recordings) veröffentlicht. Im November 2005 trat ein neuer Gitarrist namens Sergej „Filth“ (Preternatural) der Band bei.

## Stil
Auf ihrer Myspace-Seite gibt die Band als Haupteinflüsse andere Bands des Genres wie Cynic, Atheist, Death, aber auch Carcass, an. Charakteristisch für die Band ist das hohe Niveau der gespielten Stücke sowie die Verwendung von progressiven Elementen.

## Diskografie
- 1996: Sansara (Demo, Eigenproduktion)
- 1998: Synthinity (Album, Eldethorn Records)
- 1999: Neglected Fields (Demo, Eigenproduktion)
- 2000: Mephisto Lettonica (Album, Scarlet Records)
- 2006: Splenetic (Album, Aghast Recordings)